# Campionato di Formula E 2019-2020
Il Campionato di Formula E 2019-2020 (per ragioni commerciali denominato ABB Formula E 2019-2020 Championship) è stata la sesta edizione del campionato di Formula E, competizione automobilistica destinata a vetture monoposto con motore elettrico. La stagione ebbe inizio il 22 novembre 2019 con l'E-Prix di Dirʿiyya e si sarebbe dovuta concludere il 26 luglio 2020 con l'E-Prix di Londra ma, dopo la cancellazione di molteplici gare causata dalla pandemia di COVID-19, terminò solo il 13 agosto, con la sesta gara dell'E-Prix di Berlino.
Il titolo piloti è stato vinto dal portoghese António Félix da Costa, e il titolo costruttori è stato vinto dalla sua scuderia, DS Techeetah.
A seguito della pandemia di COVID-19 del 2019-2021 e alla conseguente sospensione della competizione, la Formula E ha organizzato una competizione virtuale chiamata Formula E Race at Home Challenge per supportare l'UNICEF durante il periodo di quarantena.
In Italia è stata trasmessa in diretta su Eurosport 1 e contemporaneamente in chiaro sul 20 o su Italia 1.

## Regolamento e aspetti tecnici

### Regolamento tecnico
- L'uso di motori doppi è vietato a partire dalla stagione 2019-20.[2]
- La potenza in Attack Mode è aumentata di 10 kW, da 225 kW a 235 kW.[2]
- La potenza disponibile in qualifica rimane invariata, così come quella disponibile in gara rimanendo rispettivamente 250 kW (340 cavalli) e 200 kW (272 cavalli).
- Ai piloti non è più consentito attivare l'Attack Mode durante la FCY e la Safety Car.
- Per ogni minuto di gara in FCY o Safety Car, 1kWh viene sottratto dall'energia totale misurata dall'inizio della neutralizzazione della gara.[2]

### Regolamento sportivo
- Durante una bandiera rossa, il tempo viene fermato, salvo diversa comunicazione del direttore di gara, con l'obiettivo di completare l'intero tempo di gara, così come introdotto a metà stagione precedente.
- Al pilota più veloce nei gruppi di qualifica viene assegnato un punto per il campionato.[2]

## Scuderie e piloti
| Scuderia                         | Costruttore          | Vettura                          | Gomme | N. | Piloti                 | Gare  | Collaudatore/Terzo pilota           |
| -------------------------------- | -------------------- | -------------------------------- | ----- | -- | ---------------------- | ----- | ----------------------------------- |
| Envision Virgin Racing           | Spark–Audi           | Audi e-tron FE06                 | M     | 2  | Sam Bird               | Tutte |                                     |
| Envision Virgin Racing           | Spark–Audi           | Audi e-tron FE06                 | M     | 4  | Robin Frijns           | Tutte |                                     |
| Audi Sport ABT Schaeffler        | Spark–Audi           | Audi e-tron FE06                 | M     | 11 | Lucas Di Grassi        | Tutte | Mattia Drudi Kelvin van der Linde   |
| Audi Sport ABT Schaeffler        | Spark–Audi           | Audi e-tron FE06                 | M     | 66 | Daniel Abt             | 1-5   | Mattia Drudi Kelvin van der Linde   |
| Audi Sport ABT Schaeffler        | Spark–Audi           | Audi e-tron FE06                 | M     | 66 | René Rast              | 6-11  | Mattia Drudi Kelvin van der Linde   |
| ROKiT Venturi Racing             | Spark–Mercedes       | Mercedes-Benz EQ Silver Arrow 01 | M     | 19 | Felipe Massa           | Tutte |                                     |
| ROKiT Venturi Racing             | Spark–Mercedes       | Mercedes-Benz EQ Silver Arrow 01 | M     | 48 | Edoardo Mortara        | Tutte |                                     |
| DS Techeetah                     | Spark–DS Automobiles | DS E-Tense FE20                  | M     | 25 | Jean-Éric Vergne       | Tutte | James Rossiter                      |
| DS Techeetah                     | Spark–DS Automobiles | DS E-Tense FE20                  | M     | 13 | António Félix da Costa | Tutte | James Rossiter                      |
| TAG Heuer Porsche Formula E Team | Spark-Porsche        | 99X Electric                     | M     | 36 | André Lotterer         | Tutte | Simona de Silvestro Thomas Preining |
| TAG Heuer Porsche Formula E Team | Spark-Porsche        | 99X Electric                     | M     | 18 | Neel Jani              | Tutte | Simona de Silvestro Thomas Preining |
| BMW i Andretti Motorsport        | Spark–BMW            | BMW iFE.20                       | M     | 27 | Alexander Sims         | Tutte |                                     |
| BMW i Andretti Motorsport        | Spark–BMW            | BMW iFE.20                       | M     | 28 | Maximilian Günther     | Tutte |                                     |
| GEOX Dragon                      | Spark–Penske         | Penske EV-4                      | M     | 6  | Brendon Hartley        | 1-5   | Joel Eriksson                       |
| GEOX Dragon                      | Spark–Penske         | Penske EV-4                      | M     | 6  | Sérgio Sette Câmara    | 6-11  | Joel Eriksson                       |
| GEOX Dragon                      | Spark–Penske         | Penske EV-4                      | M     | 7  | Nico Müller            | Tutte | Joel Eriksson                       |
| Panasonic Jaguar Racing          | Spark-Jaguar         | Jaguar I-Type 4                  | M     | 20 | Mitch Evans            | Tutte | Ho-Pin Tung Alex Lynn Tom Blomqvist |
| Panasonic Jaguar Racing          | Spark-Jaguar         | Jaguar I-Type 4                  | M     | 51 | James Calado           | 1-9   | Ho-Pin Tung Alex Lynn Tom Blomqvist |
| Panasonic Jaguar Racing          | Spark-Jaguar         | Jaguar I-Type 4                  | M     | 51 | Tom Blomqvist          | 10-11 | Ho-Pin Tung Alex Lynn Tom Blomqvist |
| Mahindra Racing                  | Spark–Mahindra       | Mahindra M6Electro               | M     | 64 | Jérôme d'Ambrosio      | Tutte | Nick Heidfeld                       |
| Mahindra Racing                  | Spark–Mahindra       | Mahindra M6Electro               | M     | 94 | Pascal Wehrlein        | 1-5   | Nick Heidfeld                       |
| Mahindra Racing                  | Spark–Mahindra       | Mahindra M6Electro               | M     | 94 | Alex Lynn              | 6-11  | Nick Heidfeld                       |
| Mercedes-Benz EQ Formula E Team  | Spark-Mercedes       | Mercedes-Benz EQ Silver Arrow 01 | M     | 5  | Stoffel Vandoorne      | Tutte | Esteban Gutiérrez Gary Paffett      |
| Mercedes-Benz EQ Formula E Team  | Spark-Mercedes       | Mercedes-Benz EQ Silver Arrow 01 | M     | 17 | Nyck de Vries          | Tutte | Esteban Gutiérrez Gary Paffett      |
| Nissan e.dams                    | Spark–Nissan         | Nissan IM02                      | M     | 22 | Oliver Rowland         | Tutte |                                     |
| Nissan e.dams                    | Spark–Nissan         | Nissan IM02                      | M     | 23 | Sébastien Buemi        | Tutte |                                     |
| NIO 333 FE Team                  | Spark–NIO            | NIO 005                          | M     | 3  | Oliver Turvey          | Tutte |                                     |
| NIO 333 FE Team                  | Spark–NIO            | NIO 005                          | M     | 33 | Ma Qinghua             | 1-5   |                                     |
| NIO 333 FE Team                  | Spark–NIO            | NIO 005                          | M     | 33 | Daniel Abt             | 6-11  |                                     |

### Squadre
- Il team Mercedes EQ entra in Formula E, prendendo il posto del team HWA Racelab.[16]
- Il team Porsche entra in Formula E.[16]
- Il team NIO viene venduto alla Lisheng Racing e cambia nome in "NIO 333 FE Team".[47]

### Piloti
- Sam Bird e Robin Frijns vengono confermati dal team Virgin.[4]
- Daniel Abt e Lucas Di Grassi vengono confermati dal team Audi.[5]
- Edoardo Mortara e Felipe Massa vengono confermati dal team Venturi.[11]
- Jean-Éric Vergne viene confermato dal team DS Techeetah.[53]
- Neel Jani torna in Formula E con il team Porsche.[21]
- André Lotterer lascia la DS Techeetah e passa all'esordiente Porsche.[19]
- Brendon Hartley approda in Formula E con il team Dragon.[25][26] Al suo fianco viene ingaggiato il pilota tedesco Nico Müller.[30]
- Alexander Sims viene confermato dalla BMW i Andretti Motorsport.[23] Al suo fianco viene ingaggiato Maximilian Günther.[24]
- Sébastien Buemi e Oliver Rowland vengono confermati con la Nissan e.dams.[46]
- Stoffel Vandoorne e Nyck de Vries vengono ingaggiati dalla Mercedes-Benz EQ.[42]
- António Félix da Costa viene ingaggiato dalla DS Techeetah.[15]
- James Calado approda in Formula E con il team Panasonic Jaguar Racing.[36] Al suo fianco viene confermato Mitch Evans.[32]
- Pascal Wehrlein e Jérôme d'Ambrosio vengono confermati come piloti della Mahindra Racing.[38]
- Ma Qinghua e Oliver Turvey vengono annunciati come piloti del NIO 333 FE Team.[50]
- Il 26 maggio Daniel Abt viene licenziato dall'Audi dopo aver fatto gareggiare un giocatore professionista di eSport al proprio posto durante la gara virtuale di Berlino della competizione Race at Home Challenge organizzata dalla Formula E.[8] Il 19 giugno l'Audi ha confermato René Rast come sostituto di Abt.[9]
- L'8 giugno 2020, Pascal Wehrlein annuncia su Instagram di aver lasciato la Mahindra Racing con effetto immediato;[40] il 24 giugno Alex Lynn viene annunciato come suo sostituto.[41]
- Per le ultime 6 gare a Berlino, il team NIO non potrà schierare il pilota cinese Ma Qinghua a causa delle restrizioni sui viaggi imposte dopo la pandemia di COVID-19;[51] il suo posto verrà preso da Daniel Abt.[52]
- Il 17 luglio 2020, Brendon Hartley lascia la GEOX Dragon con effetto immediato[27], il 22 luglio Sérgio Sette Câmara viene annunciato come sostituto[29].

## Calendario
| Gara | E-Prix                      | Tracciato                                    | Nazione        | Layout           | Data             | Ora             | Ora             | Ora             | Diretta TV           |
| Gara | E-Prix                      | Tracciato                                    | Nazione        | Layout           | Data             | Locale          | UTC             | Italia          | Diretta TV           |
| ---- | --------------------------- | -------------------------------------------- | -------------- | ---------------- | ---------------- | --------------- | --------------- | --------------- | -------------------- |
| 1    | E-Prix di Dirʿiyya          | Circuito cittadino di Dirʿiyya               | Arabia Saudita |                  | 22 novembre 2019 | 15:00           | 12:00           | 13:00           | Eurosport 1 20       |
| 2    | E-Prix di Dirʿiyya          | Circuito cittadino di Dirʿiyya               | Arabia Saudita | 23 novembre 2019 | 15:00            | 12:00           | 13:00           |                 | Eurosport 1 20       |
| 3    | E-Prix di Santiago          | Circuito di Parque O'Higgins                 | Cile           |                  | 18 gennaio 2020  | 16:00           | 19:00           | 20:00           | Eurosport 1 20       |
| 4    | E-Prix di Città del Messico | Autodromo Hermanos Rodríguez                 | Messico        |                  | 15 febbraio 2020 | 16:00           | 22:00           | 23:00           | Eurosport 1 20       |
| 5    | E-Prix di Marrakech         | Circuito di Marrakech                        | Marocco        |                  | 29 febbraio 2020 | 15:00           | 14:00           | 15:00           | Eurosport 1 20       |
| -    | E-Prix di Sanya             | Circuito cittadino di Sanya                  | Cina           |                  | Gara cancellata  | Gara cancellata | Gara cancellata | Gara cancellata | Gara cancellata      |
| -    | E-Prix di Roma              | Circuito cittadino dell'EUR                  | Italia         |                  | Gara cancellata  | Gara cancellata | Gara cancellata | Gara cancellata | Gara cancellata      |
| -    | E-Prix di Parigi            | Circuito cittadino di Parigi                 | Francia        |                  | Gara cancellata  | Gara cancellata | Gara cancellata | Gara cancellata | Gara cancellata      |
| -    | E-Prix di Seoul             | Circuito cittadino di Seoul                  | Corea del Sud  |                  | Gara cancellata  | Gara cancellata | Gara cancellata | Gara cancellata | Gara cancellata      |
| -    | E-Prix di Giacarta          | -                                            | Indonesia      |                  | Gara cancellata  | Gara cancellata | Gara cancellata | Gara cancellata | Gara cancellata      |
| -    | E-Prix di New York          | Circuito cittadino di Brooklyn               | Stati Uniti    |                  | Gara cancellata  | Gara cancellata | Gara cancellata | Gara cancellata | Gara cancellata      |
| -    | E-Prix di Londra            | Circuito del centro espositivo ExCeL         | Regno Unito    |                  | Gara cancellata  | Gara cancellata | Gara cancellata | Gara cancellata | Gara cancellata      |
| -    | E-Prix di Londra            | Circuito del centro espositivo ExCeL         | Regno Unito    |                  | Gara cancellata  | Gara cancellata | Gara cancellata | Gara cancellata | Gara cancellata      |
| 6    | E-Prix di Berlino           | Circuito dell'aeroporto di Berlino-Tempelhof | Germania       |                  | 5 agosto 2020    | 19:00           | 17:00           | 19:00           | Eurosport 1 20       |
| 7    | E-Prix di Berlino           | Circuito dell'aeroporto di Berlino-Tempelhof | Germania       | 6 agosto 2020    | 19:00            | 17:00           | 19:00           |                 | Eurosport 1 20       |
| 8    | E-Prix di Berlino           | Circuito dell'aeroporto di Berlino-Tempelhof | Germania       |                  | 8 agosto 2020    | 19:00           | 17:00           | 19:00           | Eurosport 1 Italia 1 |
| 9    | E-Prix di Berlino           | Circuito dell'aeroporto di Berlino-Tempelhof | Germania       | 9 agosto 2020    | 19:00            | 17:00           | 19:00           |                 | Eurosport 1 Italia 1 |
| 10   | E-Prix di Berlino           | Circuito dell'aeroporto di Berlino-Tempelhof | Germania       |                  | 12 agosto 2020   | 19:00           | 17:00           | 19:00           | Eurosport 1 20       |
| 11   | E-Prix di Berlino           | Circuito dell'aeroporto di Berlino-Tempelhof | Germania       | 13 agosto 2020   | 19:00            | 17:00           | 19:00           |                 | Eurosport 1 20       |

Il calendario presentato ad agosto 2019 prevedeva anche un E-Prix che si sarebbe dovuto svolgere a Hong Kong il 1º marzo 2020, tuttavia la gara è stata rimossa dal calendario definitivo in seguito alle proteste e gli scontri tra la popolazione e il governo che avrebbero reso poco sicura l'organizzazione dell'evento.
Il circuito di Santiago del Cile e quello di Città del Messico sono stati modificati rispetto alle passate stagioni, rendendoli più veloci, rimuovendo le chicane.
L'E-Prix di Sanya, previsto per il 21 marzo 2020, inizialmente rimandato a data da destinarsi per precauzione dopo la pandemia da COVID-19, è stato ufficialmente cancellato.
L'E-Prix di Roma, previsto per il 4 aprile 2020, inizialmente rimandato a data da destinarsi per precauzione dopo la pandemia da COVID-19 in Italia, è stato ufficialmente cancellato perché impossibilitati a trovare una data sostitutiva.
L'E-Prix di Giacarta, previsto inizialmente per il 6 giugno 2020, è stato cancellato per precauzione dopo la pandemia da COVID-19.
Il 13 marzo 2020 la Formula E ha annunciato una sospensione temporanea della stagione per due mesi cancellando gli E-Prix di Parigi e di Seul.
Il 16 aprile 2020 viene rinviato ufficialmente anche l'E-Prix di Berlino e il 1º maggio vengono cancellati l'E-Prix di Londra e l'E-Prix di New York.
Il 17 giugno 2020 viene annunciato il nuovo calendario: verranno disputate sei gare all'E-Prix di Berlino il 5, 6, 8, 9, 12 e 13 agosto 2020, e a ogni coppia di gare il tracciato verrà modificato.

## Test precampionato
I test precampionato si sono svolti sul circuito Ricardo Tormo di Valencia, Spagna, il 15, 16 e 18 ottobre 2019. Ogni giorno è stato suddiviso in due sessioni, con una corsa mattutina dalle 09:00 alle 12:00 e una sessione pomeridiana dalle 14:00 alle 17:00.
| Circuito             | Data                    | Pilota più veloce      | Team                      | Tempo    | Giri |
| -------------------- | ----------------------- | ---------------------- | ------------------------- | -------- | ---- |
| Circuito di Valencia | 15 ottobre (mattina)    | Maximilian Günther     | BMW i Andretti Motorsport | 1:15.926 | 35   |
| Circuito di Valencia | 15 ottobre (pomeriggio) | Sam Bird               | Envision Virgin Racing    | 1:15.570 | 32   |
| Circuito di Valencia | 16 ottobre (mattina)    | Robin Frijns           | Envision Virgin Racing    | 1:15.377 | 24   |
| Circuito di Valencia | 16 ottobre (pomeriggio) | António Félix da Costa | DS Techeetah              | 1:15.586 | 13   |
| Circuito di Valencia | 18 ottobre (mattina)    | Pascal Wehrlein        | Mahindra Racing           | 1:15.190 | 38   |
| Circuito di Valencia | 18 ottobre (pomeriggio) | Maximilian Günther     | BMW i Andretti Motorsport | 1:15.087 | 17   |

## Risultati e classifiche

### Gare
| Round | E-Prix            | Qualifiche             | Qualifiche             | Gara                   | Gara                   | Gara                       | Resoconto       |
| Round | E-Prix            | Gruppi                 | Pole position          | Giro veloce            | Pilota vincitore       | Team vincitore             | Resoconto       |
| ----- | ----------------- | ---------------------- | ---------------------- | ---------------------- | ---------------------- | -------------------------- | --------------- |
| 1     | Dirʿiyya          | Sam Bird               | Alexander Sims         | Daniel Abt             | Sam Bird               | Envision Virgin Racing     | Resoconto       |
| 2     | Dirʿiyya          | António Félix da Costa | Alexander Sims         | António Félix da Costa | Alexander Sims         | BMW i Andretti Motorsport  | Resoconto       |
| 3     | Santiago          | Mitch Evans            | Mitch Evans            | Oliver Rowland         | Maximilian Günther     | BMW i Andretti Motorsport  | Resoconto       |
| 4     | Città del Messico | Mitch Evans            | André Lotterer         | Alexander Sims         | Mitch Evans            | Panasonic Jaguar Racing    | Resoconto       |
| 5     | Marrakech         | Maximilian Günther     | António Félix da Costa | Mitch Evans            | António Félix da Costa | DS Techeetah               | Resoconto       |
| -     | Sanya             | Gara cancellata        | Gara cancellata        | Gara cancellata        | Gara cancellata        | Gara cancellata            | Gara cancellata |
| -     | Roma              | Gara cancellata        | Gara cancellata        | Gara cancellata        | Gara cancellata        | Gara cancellata            | Gara cancellata |
| -     | Parigi            | Gara cancellata        | Gara cancellata        | Gara cancellata        | Gara cancellata        | Gara cancellata            | Gara cancellata |
| -     | Seul              | Gara cancellata        | Gara cancellata        | Gara cancellata        | Gara cancellata        | Gara cancellata            | Gara cancellata |
| -     | Giacarta          | Gara cancellata        | Gara cancellata        | Gara cancellata        | Gara cancellata        | Gara cancellata            | Gara cancellata |
| -     | New York          | Gara cancellata        | Gara cancellata        | Gara cancellata        | Gara cancellata        | Gara cancellata            | Gara cancellata |
| -     | Londra            | Gara cancellata        | Gara cancellata        | Gara cancellata        | Gara cancellata        | Gara cancellata            | Gara cancellata |
| -     | Londra            | Gara cancellata        | Gara cancellata        | Gara cancellata        | Gara cancellata        | Gara cancellata            | Gara cancellata |
| 6     | Berlino           | António Félix da Costa | António Félix da Costa | António Félix da Costa | António Félix da Costa | DS Techeetah               | Resoconto       |
| 7     | Berlino           | Sébastien Buemi        | António Félix da Costa | Stoffel Vandoorne      | António Félix da Costa | DS Techeetah               | Resoconto       |
| 8     | Berlino           | Jean-Éric Vergne       | Jean-Éric Vergne       | Mitch Evans            | Maximilian Günther     | BMW i Andretti Motorsport  | Resoconto       |
| 9     | Berlino           | Jean-Éric Vergne       | Jean-Éric Vergne       | António Félix da Costa | Jean-Éric Vergne       | DS Techeetah               | Resoconto       |
| 10    | Berlino           | René Rast              | Oliver Rowland         | Oliver Rowland         | Oliver Rowland         | Nissan e.dams              | Resoconto       |
| 11    | Berlino           | Sébastien Buemi        | Stoffel Vandoorne      | Sam Bird               | Stoffel Vandoorne      | Mercedes EQ Formula E Team | Resoconto       |

1. ↑  Il punto aggiuntivo è stato assegnato a Mitch Evans in quanto Abt non si è classificato nei primi 10.
2. ↑  Il punto aggiuntivo è stato assegnato a Sam Bird in quanto Rowland non si è classificato nei primi 10.
3. ↑  Il punto aggiuntivo è stato assegnato a Mitch Evans in quanto Wehrlein non si è classificato nei primi 10.
4. ↑  Il punto aggiuntivo è stato assegnato ad António Félix da Costa in quanto Bird non si è classificato nei primi 10.
5. ↑  Il punto aggiuntivo è stato assegnato ad Oliver Rowland in quanto Di Grassi non si è classificato nei primi 10.
6. ↑  Il punto aggiuntivo è stato assegnato ad Sam Bird in quanto Müller non si è classificato nei primi 10.

### Classifica piloti
I punti sono assegnati ai primi 10 classificati in ogni gara, a colui che parte in Pole Position, al pilota con il giro più veloce in gara classificato nei primi 10 e al pilota con il giro più veloce nei gruppi di qualifica. I punti sono assegnati secondo questo schema:
| Posizione | 1ª | 2ª | 3ª | 4ª | 5ª | 6ª | 7ª | 8ª | 9ª | 10ª | Pole | GV | GVQ |
| --------- | -- | -- | -- | -- | -- | -- | -- | -- | -- | --- | ---- | -- | --- |
| Punti     | 25 | 18 | 15 | 12 | 10 | 8  | 6  | 4  | 2  | 1   | 3    | 1  | 1   |

| Pos   | Pilota                 | DIR  | DIR  | SAN | MEX  | MAR | SAY | ROM | PAR | SEU | DJA | NYC | LDN | LDN | BER | BER  | BER  | BER  | BER  | BER | Punti |
| ----- | ---------------------- | ---- | ---- | --- | ---- | --- | --- | --- | --- | --- | --- | --- | --- | --- | --- | ---- | ---- | ---- | ---- | --- | ----- |
| 1     | António Félix da Costa | 14*  | 10G* | 2*  | 2*   | 1*  | C   | C   | C   | C   | C   | C   | C   | C   | 1G* | 1*   | 4*   | 2*   | Rit* | 9*  | 158   |
| 2     | Stoffel Vandoorne      | 3*   | 3*   | 6*  | Rit* | 15* | C   | C   | C   | C   | C   | C   | C   | C   | 6*  | 5*   | Rit* | 12*  | 9*   | 1*  | 87    |
| 3     | Jean-Éric Vergne       | Rit  | 8    | Rit | 4    | 3   | C   | C   | C   | C   | C   | C   | C   | C   | Rit | 10   | 3G   | 1G   | 18   | 7   | 86    |
| 4     | Sébastien Buemi        | Rit* | 12*  | 13  | 3    | 4   | C   | C   | C   | C   | C   | C   | C   | C   | 7   | 2G   | 11   | 3    | 10   | 3G  | 84    |
| 5     | Oliver Rowland         | 4    | 5    | 17  | 7    | 9   | C   | C   | C   | C   | C   | C   | C   | C   | 14  | 7    | 6    | 5    | 1    | Rit | 83    |
| 6     | Lucas Di Grassi        | 13   | 2    | 7*  | 6*   | 7*  | C   | C   | C   | C   | C   | C   | C   | C   | 8   | 3    | 8*   | 6*   | 21   | 6*  | 77    |
| 7     | Mitch Evans            | 10   | 18   | 3G  | 1G   | 6   | C   | C   | C   | C   | C   | C   | C   | C   | 13  | 12*  | 9    | 7    | 7*   | 11  | 71    |
| 8     | André Lotterer         | 2*   | 14*  | SQ  | Rit* | 8   | C   | C   | C   | C   | C   | C   | C   | C   | 2   | 9    | 5*   | 8    | 4*   | 14  | 71    |
| 9     | Maximilian Günther     | 18   | 11   | 1   | 11   | 2G  | C   | C   | C   | C   | C   | C   | C   | C   | SQ  | Rit  | 1    | Rit* | Rit  | 12  | 69    |
| 10    | Sam Bird               | 1G   | Rit  | 10  | Rit  | 10  | C   | C   | C   | C   | C   | C   | C   | C   | 3   | 6    | 13   | 11   | 20   | 5   | 63    |
| 11    | Nyck de Vries          | 6*   | 16*  | 5*  | Rit* | 11  | C   | C   | C   | C   | C   | C   | C   | C   | 4   | Rit* | 18   | 4    | 14   | 2*  | 60    |
| 12    | Robin Frijns           | 5    | Rit  | 15  | SQ   | 12  | C   | C   | C   | C   | C   | C   | C   | C   | Rit | 4    | 2    | NP   | 2    | Rit | 58    |
| 13    | Alexander Sims         | 8    | 1    | Rit | 5    | Rit | C   | C   | C   | C   | C   | C   | C   | C   | 9   | 19   | 10   | 13   | 11   | 13  | 49    |
| 14    | Edoardo Mortara        | 7    | 4    | Rit | 8    | 5   | C   | C   | C   | C   | C   | C   | C   | C   | 17  | 8    | 14   | 14   | 8    | 10  | 41    |
| 15    | René Rast              |      |      |     |      |     |     |     |     |     |     |     |     |     | 10* | 13   | Rit  | 16   | 3G   | 4   | 29    |
| 16    | Jérôme d'Ambrosio      | 9    | NP   | Rit | 10   | 13* | C   | C   | C   | C   | C   | C   | C   | C   | 5   | SQ   | 7    | 15   | 16   | 18  | 19    |
| 17    | Alex Lynn              |      |      |     |      |     |     |     |     |     |     |     |     |     | 12  | 11   | 17   | 9    | 5    | 8   | 16    |
| 18    | Pascal Wehrlein        | 11   | 15   | 4   | 9    | 22* | C   | C   | C   | C   | C   | C   | C   | C   |     |      |      |      |      |     | 14    |
| 19    | James Calado           | 16   | 7    | 8   | SQ   | 16  | C   | C   | C   | C   | C   | C   | C   | C   | 15  | 20   | Rit  | 17   |      |     | 10    |
| 20    | Neel Jani              | 17   | 13   | Rit | 14   | 18  | C   | C   | C   | C   | C   | C   | C   | C   | 11  | 15   | Rit  | 19   | 6    | 15  | 8     |
| 21    | Daniel Abt             | Rit  | 6    | 14* | Rit  | 14  | C   | C   | C   | C   | C   | C   | C   | C   | 18* | 16*  | 15*  | 18*  | NC*  | 20* | 8     |
| 22    | Felipe Massa           | 12   | 17   | 9   | Rit  | 17  | C   | C   | C   | C   | C   | C   | C   | C   | Rit | NC   | 19   | 10   | 13   | 16  | 3     |
| 23    | Brendon Hartley        | 19   | 9    | Rit | 12   | 19  | C   | C   | C   | C   | C   | C   | C   | C   |     |      |      |      |      |     | 2     |
| 24    | Oliver Turvey          | 15   | SQ   | 11  | 13   | 21  | C   | C   | C   | C   | C   | C   | C   | C   | 16  | 18   | 16   | 22   | 19   | 21  | 0     |
| 25    | Nico Müller            | NP   | Rit  | 12  | Rit  | 20  | C   | C   | C   | C   | C   | C   | C   | C   | NC  | 14   | 12   | 20   | 17   | 22  | 0     |
| 26    | Tom Blomqvist          |      |      |     |      |     |     |     |     |     |     |     |     |     |     |      |      |      | 12   | 17  | 0     |
| 27    | Sérgio Sette Câmara    |      |      |     |      |     |     |     |     |     |     |     |     |     | SQ  | 17   | Rit  | 21   | 15   | 19  | 0     |
| 28    | Ma Qinghua             | 20   | 19   | 16  | Rit  | 23  | C   | C   | C   | C   | C   | C   | C   | C   |     |      |      |      |      |     | 0     |
| Fonte |                        |      |      |     |      |     |     |     |     |     |     |     |     |     |     |      |      |      |      |     |       |

| Colore  | Risultato             |
| ------- | --------------------- |
| Oro     | Vincitore             |
| Argento | 2º posto              |
| Bronzo  | 3º posto              |
| Verde   | Finito a punti        |
| Blu     | Finito senza punti    |
| Viola   | Ritirato (Rit)        |
| Viola   | Non classificato (NC) |
| Rosso   | Non qualificato (NQ)  |
| Nero    | Squalificato (SQ)     |
| Bianco  | Non partito (NP)      |
| Bianco  | Non ha gareggiato     |
| Bianco  | Infortunato (INF)     |
| Bianco  | Escluso (ES)          |
| Bianco  | Gara cancellata (C)   |

### Classifica squadre
| Pos    | Team                             | N. | DIR | DIR | SAN | MEX | MAR | SAY | ROM | PAR | SEU | DJA | NYC | LDN | LDN | BER | BER | BER | BER | BER | BER | Punti |
| ------ | -------------------------------- | -- | --- | --- | --- | --- | --- | --- | --- | --- | --- | --- | --- | --- | --- | --- | --- | --- | --- | --- | --- | ----- |
| 1      | DS Techeetah                     | 13 | 14  | 10G | 2   | 2   | 1   | C   | C   | C   | C   | C   | C   | C   | C   | 1G  | 1   | 4   | 2   | NC  | 9   | 244   |
| 1      | DS Techeetah                     | 25 | Rit | 8   | Rit | 4   | 3   | C   | C   | C   | C   | C   | C   | C   | C   | NC  | 10  | 3G  | 1G  | 18  | 7   | 244   |
| 2      | Nissan e.dams                    | 22 | 4   | 5   | 17  | 7   | 9   | C   | C   | C   | C   | C   | C   | C   | C   | 14  | 7   | 6   | 5   | 1   | Rit | 167   |
| 2      | Nissan e.dams                    | 23 | Rit | 12  | 13  | 3   | 4   | C   | C   | C   | C   | C   | C   | C   | C   | 7   | 2G  | 11  | 3   | 10  | 3G  | 167   |
| 3      | Mercedes EQ Formula E Team       | 5  | 3   | 3   | 6   | NC  | 15  | C   | C   | C   | C   | C   | C   | C   | C   | 6   | 5   | Rit | 12  | 9   | 1   | 147   |
| 3      | Mercedes EQ Formula E Team       | 17 | 6   | 16  | 5   | Rit | 11  | C   | C   | C   | C   | C   | C   | C   | C   | 4   | Rit | 18  | 4   | 14  | 2   | 147   |
| 4      | Envision Virgin Racing           | 2  | 1G  | Rit | 10  | Rit | 10  | C   | C   | C   | C   | C   | C   | C   | C   | 3   | 6   | 13  | 11  | 20  | 5   | 121   |
| 4      | Envision Virgin Racing           | 4  | 5   | Rit | 15  | SQ  | 12  | C   | C   | C   | C   | C   | C   | C   | C   | Rit | 4   | 2   | NP  | 2   | Rit | 121   |
| 5      | BMW i Andretti Motorsport        | 27 | 8   | 1   | Rit | 5   | NC  | C   | C   | C   | C   | C   | C   | C   | C   | 9   | 19  | 10  | 13  | 11  | 13  | 118   |
| 5      | BMW i Andretti Motorsport        | 28 | 18  | 11  | 1   | 11  | 2G  | C   | C   | C   | C   | C   | C   | C   | C   | SQ  | Rit | 1   | Rit | Rit | 12  | 118   |
| 6      | Audi Sport ABT Schaeffler        | 11 | 13  | 2   | 7   | 6   | 7   | C   | C   | C   | C   | C   | C   | C   | C   | 8   | 3   | 8   | 6   | 21  | 6   | 114   |
| 6      | Audi Sport ABT Schaeffler        | 66 | Rit | 6   | 14  | Rit | 14  | C   | C   | C   | C   | C   | C   | C   | C   | 10  | 13  | Rit | 16  | 3G  | 4   | 114   |
| 7      | Panasonic Jaguar Racing          | 20 | 10  | 18  | 3G  | 1G  | 6   | C   | C   | C   | C   | C   | C   | C   | C   | 13  | 12  | 9   | 7   | 7   | 11  | 81    |
| 7      | Panasonic Jaguar Racing          | 51 | 16  | 7   | 8   | SQ  | 16  | C   | C   | C   | C   | C   | C   | C   | C   | 15  | 20  | Rit | 17  | 12  | 17  | 81    |
| 8      | TAG Heuer Porsche Formula E Team | 18 | 17  | 13  | Rit | 14  | 18  | C   | C   | C   | C   | C   | C   | C   | C   | 11  | 15  | Rit | 19  | 6   | 15  | 79    |
| 8      | TAG Heuer Porsche Formula E Team | 36 | 2   | 14  | SQ  | Rit | 8   | C   | C   | C   | C   | C   | C   | C   | C   | 2   | 9   | 5   | 8   | 4   | 14  | 79    |
| 9      | Mahindra Racing                  | 64 | 9   | NP  | NC  | 10  | 13  | C   | C   | C   | C   | C   | C   | C   | C   | 5   | SQ  | 7   | 15  | 16  | 18  | 49    |
| 9      | Mahindra Racing                  | 94 | 11  | 15  | 4   | 9   | 22  | C   | C   | C   | C   | C   | C   | C   | C   | 12  | 11  | 17  | 9   | 5   | 8   | 49    |
| 10     | ROKiT Venturi Racing             | 19 | 12  | 17  | 9   | Rit | 17  | C   | C   | C   | C   | C   | C   | C   | C   | Rit | NC  | 19  | 10  | 13  | 16  | 44    |
| 10     | ROKiT Venturi Racing             | 48 | 7   | 4   | Rit | 8   | 5   | C   | C   | C   | C   | C   | C   | C   | C   | 17  | 8   | 14  | 14  | 8   | 10  | 44    |
| 11     | GEOX Dragon                      | 6  | 19  | 9   | Rit | 12  | 19  | C   | C   | C   | C   | C   | C   | C   | C   | SQ  | 17  | Rit | 21  | 15  | 19  | 2     |
| 11     | GEOX Dragon                      | 7  | NP  | Rit | 12  | Rit | 20  | C   | C   | C   | C   | C   | C   | C   | C   | NC  | 14  | 12  | 20  | 17  | 22  | 2     |
| 12     | NIO Formula E Team               | 3  | 15  | SQ  | 11  | 13  | 21  | C   | C   | C   | C   | C   | C   | C   | C   | 16  | 18  | 16  | 22  | 19  | 21  | 0     |
| 12     | NIO Formula E Team               | 33 | 20  | 19  | 16  | Rit | 23  | C   | C   | C   | C   | C   | C   | C   | C   | 18  | 16  | 15  | 18  | NC  | 20  | 0     |
| Fonte: |                                  |    |     |     |     |     |     |     |     |     |     |     |     |     |     |     |     |     |     |     |     |       |